# Ајруно
Ајруно (итал. Airuno) је насеље у Италији у округу Леко, региону Ломбардија.
Према процени из 2011. у насељу је живело 2762 становника. Насеље се налази на надморској висини од 212 м.

## Становништво
Према резултатима пописа становништва 2011. у општини је живело 2.979 становника.
| 1931. | 1936. | 1951. | 1961. | 1971. | 1981. | 1991. | 2001. | 2011. |
| ----- | ----- | ----- | ----- | ----- | ----- | ----- | ----- | ----- |
| 1.189 | 1.243 | 1.410 | 1.690 | 2.197 | 2.532 | 2.581 | 2.610 | 2.979 |